# ابراهیم الشهرانی
ابراهیم الشهرانی (عربی: إبراهیم سوید الشهراني؛ زادهٔ ۲۱ ژوئیهٔ ۱۹۷۴) یک بازیکن سابق فوتبال اهل عربستان سعودی است.
وی همچنین پدر یاسر الشهرانی بازیکن فوتبال تیم الهلال است.